# Албори
Албори (итал. Albori) је насеље у Италији у округу Салерно, региону Кампанија.
Према процени из 2011. у насељу је живело 282 становника. Насеље се налази на надморској висини од 242 м.